# Grzybówka czerwonoostrzowa

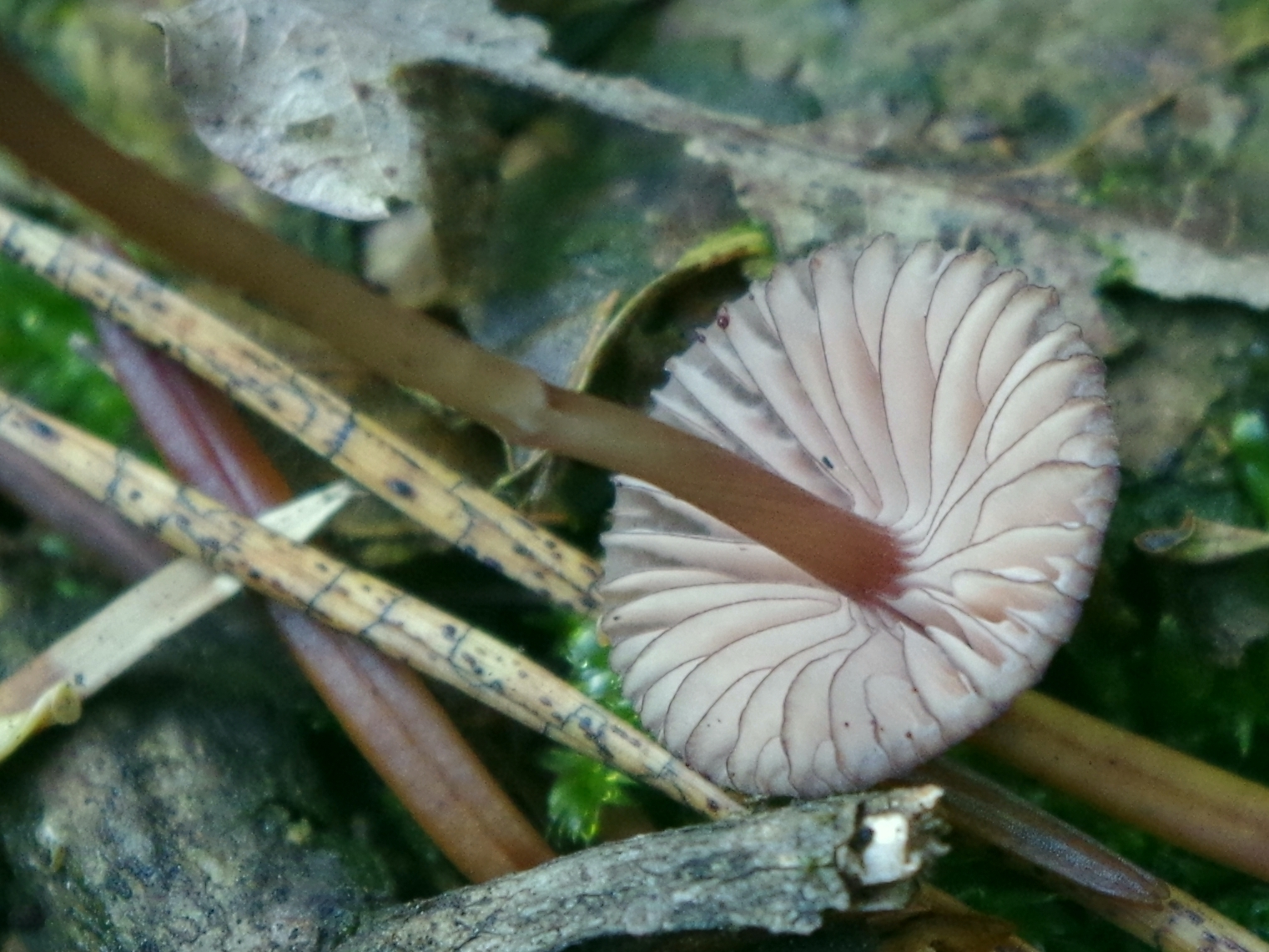
Ostrza blaszek są wybarwione

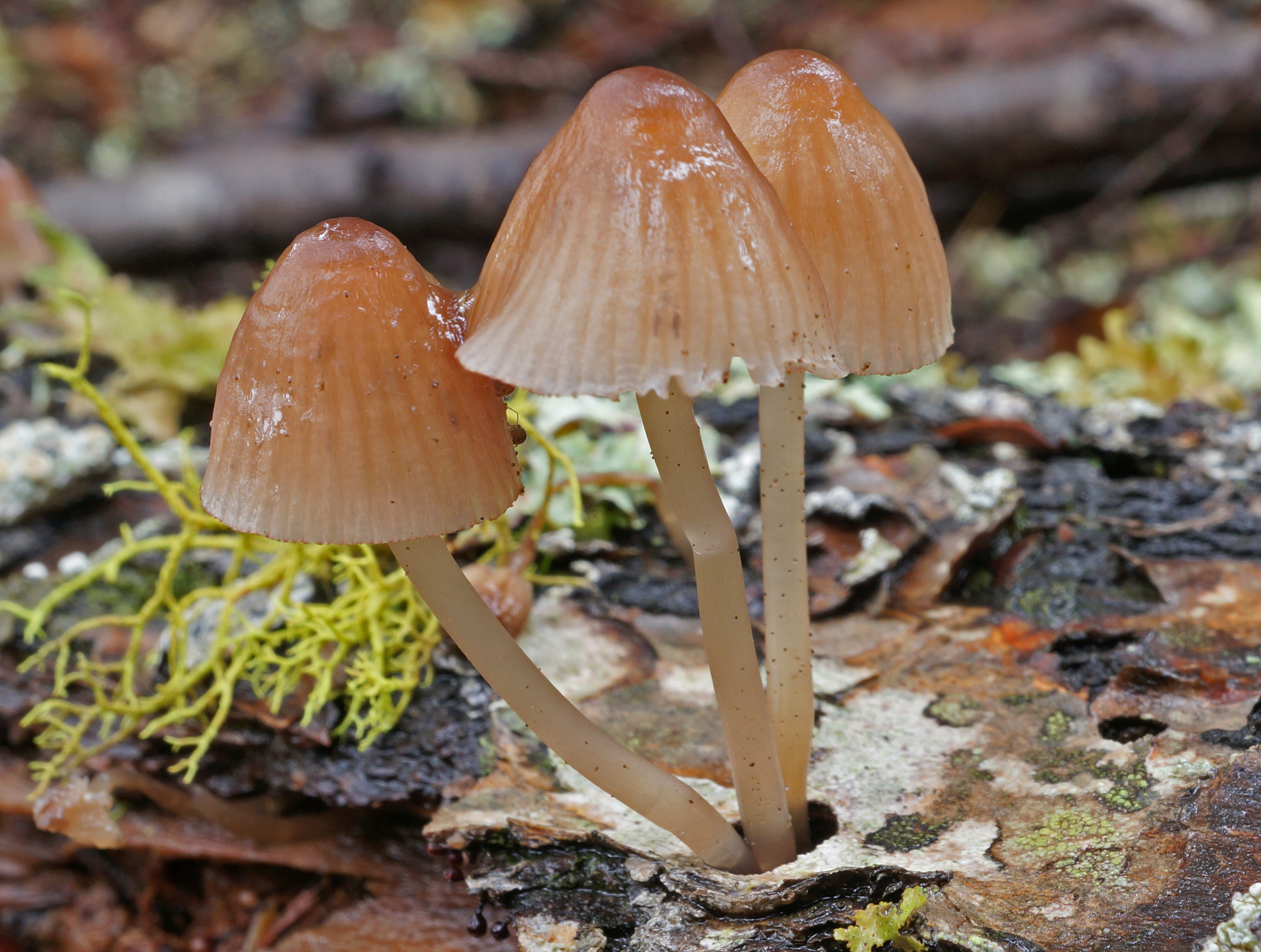

Grzybówka czerwonoostrzowa (Mycena rubromarginata (Fr.) P. Kumm.) – gatunek grzybów z rodziny grzybówkowatych (Mycenaceae).

## Systematyka i nazewnictwo
Pozycja w klasyfikacji według Index Fungorum: Mycena, Mycenaceae, Agaricales, Agaricomycetidae, Agaricomycetes, Agaricomycotina, Basidiomycota, Fungi.
Po raz pierwszy takson ten zdiagnozował w 1815 r. Elias Fries nadając mu nazwę Agaricus rubromarginatus. Obecną, uznaną przez Index Fungorum nazwę nadał mu w 1871 r. P. Kumm., przenosząc go do rodzaju Mycena. Niektóre synonimy nazwy naukowej:
- Agaricus rubromarginatus Fr. 1815
- Mycena rubromarginata (Fr.) P. Kumm. 1871, var. rubromarginata

M. Lisiewska w 1987 r. nadała temu gatunkowi nazwę grzybówka purpurowoobrzeżona, Władysław Wojewoda w 2003 zaproponował bardziej według niego odpowiednią nazwę – grzybówka czerwonoostrzowa.

## Morfologia
Kapelusz
Średnica 1–3 cm, kształt stożkowaty do parabolicznego, z czasem staje się bardziej płaski. Powierzchnia naga, sucha, przezroczysta, prążkowana, barwy od jasnoszarobrązowej do ciemnoszarobrązowej, zazwyczaj z różowym lub winnoczerwonym odcieniem (ale nie zawsze). W środkowej części kapelusz jest ciemniejszy, obrzeża jaśniejsze, często bardzo jasne.
Blaszki
Głównych blaszek jest 15–22, pomiędzy nimi występują mniejsze międzyblaszki. Zbiegają nieco na trzon i prześwitują na grzbietową stronę kapelusza. Mają barwę od białawej do białoszarej. Ostrza blaszek mają barwę winnoczerwono brązową, czerwono-brązową do jasnobrązowej, przy czym kolor jest bardziej wyraźny przy trzonie.
Trzon
Wysokość 1–6 cm, grubość 1–2 mm, kształt walcowaty, nieco poszerzony dołem. Jest pusty w środku, prosty lub zakrzywiony. Powierzchnia w większej części naga, błyszcząca, miejscami nieco oprószona. Ma taką samą barwę jak kapelusz, zazwyczaj z winnoczerwonym odcieniem. U podstawy występują gęste, białe włókienka grzybni.
Miąższ
Cienki, zapach słaby.
Cechy mikroskopowe
Zarodniki  niemal kuliste lub szerokojajowate, o rozmiarach 9,2–13,4 × 6–9,4 μm, gładkie, amyloidalne. Podstawki zgrubiałe, 4-zarodnikowe, mają rozmiar 28–34 μm. Cheilocystydy mają kształt od wrzecionowatego do niemal cylindrycznego i rozmiary 23–70 × 6,5–17 μm. Ich wierzchołki są przeważnie proste, czasami rozgałęzione na kilka szyjek, czasami maczugowate. Pleurocystyd brak. Strzępki w blaszkach mają średnicę 3–7 μm, są proste lub rozgałęzione i gęste. Strzępki w korowej warstwie trzonu mają średnicę 1,5–4 μm, są słabo rozgałęzione i pokryte naroślami o rozmiarach 1–20 × 1–3 μm. Wszystkie strzępki posiadają połączenia zaciskowe.

## Występowanie i siedlisko
Występuje w Ameryce Północnej i Europie. Na terenie Polski w piśmiennictwie naukowym opisano wiele jej stanowisk.
Rośnie zarówno w lasach iglastych, jak i mieszanych oraz liściastych, na opadłym igliwiu, liściach, fragmentach drewna i korze drzew, zwłaszcza iglastych. Owocniki wytwarza od czerwca do listopada.

## Gatunki podobne
Dość charakterystyczne są czerwonawe ostrza blaszek, ale jest kilka grzybówek o podobnie wybarwionych ostrzach:
- grzybówka złototrzonowa (Mycena renati) ma czasami czerwone ostrza blaszek, ale łatwo ją odróżnić, gdyż ma trzon jasnożółty,
- grzybówka rurkowatotrzonowa (Mycena capillaripes) ma ściany blaszek gęsto pokryte czerwono-brązowymi kropkami (pleurocystydy),
- grzybówka fioletowobrązowa (Mycena purpureofusca) ma bardziej fiołkowy lub fioletowy kolor. Mikroskopowo: wierzchołki cheilocystyd są zaokrąglone, w strzępkach brak połączeń zaciskowych,
- grzybówka krwawiąca (Mycena sanguinolenta). Po nacięciu wypływa z niej czerwono-brązowy płyn, jest też mniejsza,
- grzybówka krwista (Mycena haematopus). Po nacięciu wypływa z niej ciemny, czerwono-brązowy płyn.